# Split-Attention-Effekt
Der Split-Attention-Effekt, der Effekt der geteilten Aufmerksamkeit, beschreibt einen Effekt im Rahmen des multimedialen Lernens, der entsteht, wenn zwei aufeinanderbezogene Informationsquellen innerhalb einer Lernumgebung voneinander getrennt dargeboten werden. Ein Beispiel wäre eine Lernumgebung, die sowohl Text- als auch Bildpräsentationen enthält.
Der Lernende hat dabei die Aufgabe, die beiden Informationsquellen mental zu integrieren und muss mit seiner Aufmerksamkeit zwischen den beiden Präsentationen hin- und herspringen. Dies führt dazu, dass die extrinsische Belastung (extraneous load) erhöht wird und es zu Einbußen bei der Lernleistung kommt.
Die Einbettung von Bildern, Grafiken, Videos etc. in Multimedia-Lernumgebungen soll deshalb in einer für das Lernen geeigneten Weise erfolgen, so z. B. mit Hilfe eines integrierten Lernformats, sodass der Nutzer die Möglichkeit hat, seine Aufmerksamkeit zwischen den verschiedenen Präsentationsformen in angemessener Weise verlagern zu können.